# Camptomyia valvata
Camptomyia valvata är en tvåvingeart som först beskrevs av Johannes Winnertz 1853.  Camptomyia valvata ingår i släktet Camptomyia och familjen gallmyggor.
Artens utbredningsområde är Tyskland. Inga underarter finns listade i Catalogue of Life.